# Evgenija Čirikova
Evgenija Sergeevna Čirikova (in russo Евге́ния Серге́евна Чи́рикова?; Mosca, 12 novembre 1976) è un'attivista e ambientalista russa nota principalmente per essersi opposta alla costruzione di un'autostrada attraverso la foresta di Chimki vicino a Mosca.
Ha anche svolto un ruolo di primo piano nelle proteste russe del 2011-2013 in seguito alle contestate elezioni parlamentari in Russia. A Čirikova è stato attribuito il merito di "stimolare l'interesse nazionale per le riforme politiche".  Dal 2015 vive con la famiglia in Estonia.

## Biografia
Evgenija Čirikova è nata nel novembre 1976 a Mosca nella famiglia di un  ricercatore presso MEPhI. Nel 1994 si è diplomata alla scuola n. 201 ed è entrata all'Istituto Aeronautico di Mosca.
Nel 1999, mentre studiava, ha iniziato a lavorare come ingegnere del software presso lo stabilimento automobilistico intitolato a Lenin Komsomol AZLK.
Alla fine degli anni '90, Evgenija si è trasferita, con il marito, da Mosca a Chimki, in modo che, ha raccontato, i futuri figli "respiravano aria buona, perché a Mosca è impossibile".
Nel 2000 si è laureata all'Istituto Aeronautco di Mosca in ingegneria, specializzazione in motori aeronautici, ed economia. Nello stesso anno, si è trasferita come consulente presso Inspro, quindi ha diretto il dipartimento di implementazione dei sistemi di automazione dell'azienda. Alla fine dello stesso anno, è diventata project manager per l'automazione della contabilità di gestione nella holding Razgulay-Center. Nel 2002 ha avuto l'incarico di creare un sistema di project management per lo sviluppo della holding LLC "Business Innovation".
Dal 2004 ricopre la carica di direttore esecutivo presso ĖZOP LLC (Power Industry and Interference Protection), specializzandosi nello sviluppo di “parte della documentazione di progetto per la costruzione e la ricostruzione di centrali nucleari, sottostazioni ad alta tensione da 110 kV a 750 kV, stazioni di compressione e impianti industriali", essendone comproprietaria insieme a suo marito, Michail Matveev. Successivamente, in seguito all'espansione della sua attività, ha aperto un'altra società di ingegneria e design: Ėl'nar-Servis LLC.
Nel 2005 ha conseguito presso l'Accademia di Economia Nazionale un master in Business Administration.

### La lotta per la foresta di Chimki
Nell'estate del 2006, durante una passeggiata nella foresta di Chimki, ha scoperto dei segni posti sugli alberi. Incuriosita, ho trovato su Internet un decreto del governatore della regione di Mosca, Boris Gromov, per la realizzazione di una nuova strada attraverso la foresta. Čirikova ha iniziato a pubblicare annunci e coinvolgere il pubblico sul problema, riuscendo anche  formare un gruppo di difensori della foresta di Chimki. Nella campagna contro la costruzione di quella strada, ha anche contribuito a convincere la Banca europea per la ricostruzione e lo sviluppo e la Banca europea per gli investimenti a "evitare di finanziare il progetto".

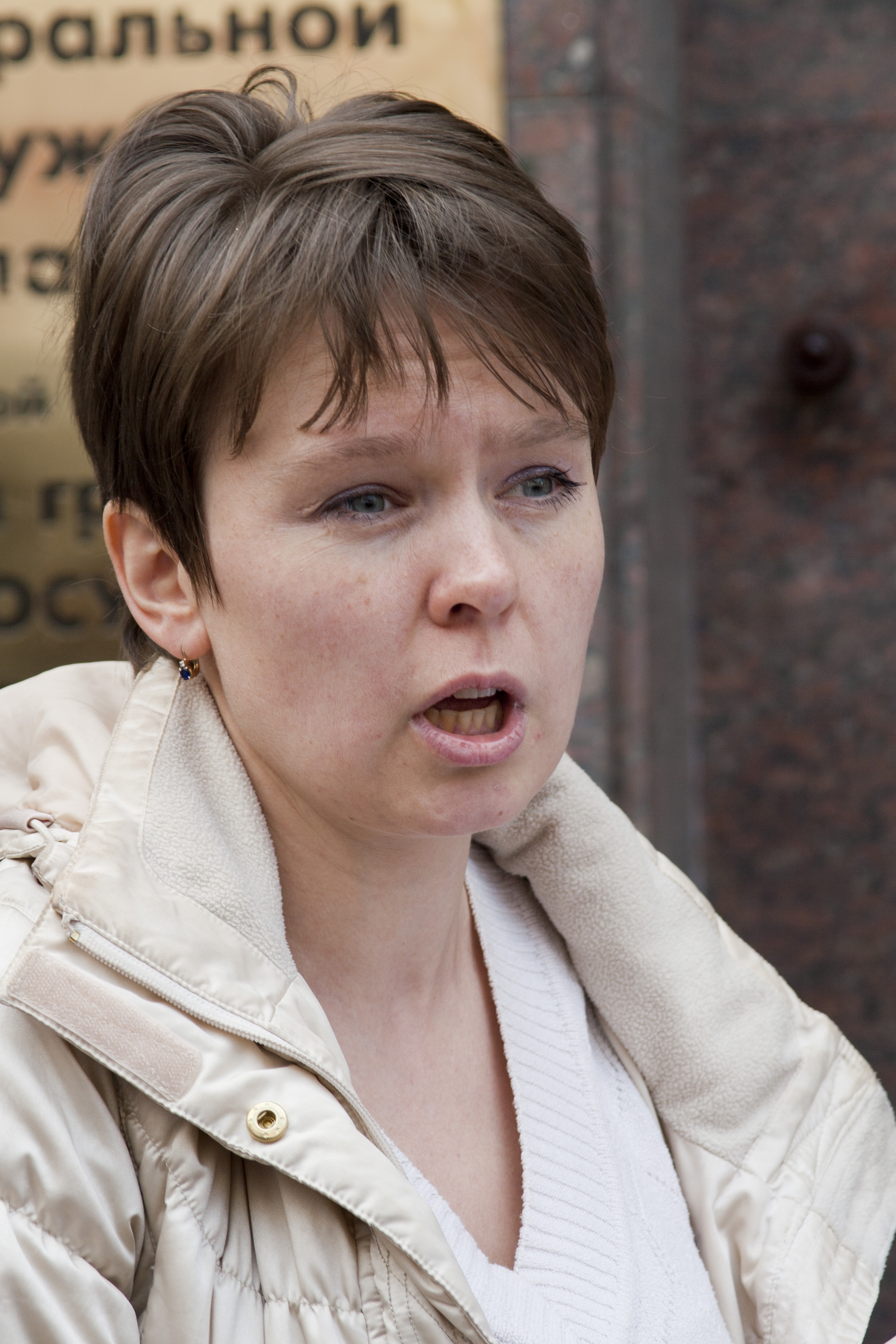
Evgenija Čirikova nell'aprile 2011

Nel 2008 è stata testimone in procedimenti penali di un attentato compiuto a novembre al caporedattore del quotidiano Chimkinskaja Pravda, Michail Beketov, che aveva criticato le amministrazioni cittadine e regionali. Nello stesso anno, Čirikova è stata menzionata come attivista del movimento popolare "Difesa ecologica della regione di Mosca" (Экооборона, Ėkooborona) diventandone leader nel 2009.
Nel gennaio 2009 Čirikova, dopo aver versato una cauzione di 150mila rubli raccolti con l'aiuto di soci, si è registrata come candidata alle elezioni per il sindaco di Chimki. Si è tentato di non farla partecipare alle elezioni, ma, con decisione della commissione elettorale regionale, è stata reintegrata nelle liste dei candidati. Tuttavia, ha perso le elezioni contro Vladimir Strelčenko, dichiarando comunque "molte violazioni della legge".
Nel 2009 è stata testimone nel procedimento penale dell'omicidio avvenuto a gennaio dell'avvocato Stanislav Markelov, che era stato, tra l'altro, l'avvocato di Beketov nel caso di calunnia del giornalista contro il capo dell'amministrazione di Chimki, Vladimir Strelčenko. Temendo per la sua vita, Čirikova si è rivolta alle forze dell'ordine con una richiesta di partecipazione al programma di protezione per i testimoni, cosa che le è stata negata.
Dopo la firma nel novembre 2009 da parte del primo ministro Vladimir Putin del decreto n. 1642 sul trasferimento delle terre del Chimki Forest Park alle terre dei trasporti e dell'industria, Čirikova ha inviato una lettera aperta e un videomessaggio al presidente russo Dmitrij Medvedev con una richiesta di far dimettere il governo guidato da Putin, di invalidare il suo ordine e di creare una commissione sotto il Presidente della Federazione Russa "per risolvere le contraddizioni associate all'attuazione del progetto Mosca-San Pietroburgo e della tangenziale centrale". Il 10 marzo 2010, Evgenija Čirikova ha firmato l'appello dell'opposizione russa “Putin deve andarsene”, commentando: “Putin ha gravemente violato e continua a violare la legislazione della Federazione Russa per aver trasformato le terre della foresta di Chimki in terre di trasporto".
Nel luglio 2010 è iniziato l'abbattimento degli alberi nella foresta di Chimki dall'aeroporto di Šeremet'evo, dopodiché i difensori della foresta  hanno allestito un campo e hanno iniziato a installare barricate che impedivano il passaggio delle attrezzature, ma la mattina del 23 luglio sono stati attaccati da sconosciuti in maschera, dopo di che gli attivisti di Ėkooborona, tra cui Čirikova, sono stati arrestati dalla polizia antisommossa, il campo è stato distrutto e il lavoro sulla deforestazione è continuato. Il 28 luglio 2010, attivisti del movimento Antifa e anarchici hanno lanciato pietre e fumogeni contro l'edificio dell'amministrazione di Chimki e hanno coperto i muri con slogan "Salva la foresta russa!".
Pochi giorni dopo, il tribunale ha multato Čirikova per aver organizzato una manifestazione illegale e aver disobbedito agli agenti di polizia (sui fatti del 23 luglio). Nello stesso mese, i difensori della foresta di Chimki sono stati sostenuti da Greenpeace, WWF e Transparency International, inviando una richiesta a Medvedev per sospendere la distruzione della foresta di Chimki; nel settembre 2010, Greenpeace Russia, WWF Russia, il Centro per la protezione della vita selvatica, Unione per la protezione degli uccelli della Russia hanno annunciato la creazione di un'unica coalizione "Per le foreste della regione di Mosca". Nel novembre 2010 Čirikova è stata eletta presidente del consiglio di coordinamento di tutte le organizzazioni pubbliche regionali del paese.
Čirikova è stata oggetto di intimidazioni a causa della sua campagna anti-deforestazione. Il 21 febbraio 2011 Evgenija ha annunciato l'intenzione delle autorità di distrettuali mandando a casa sua dei funzionari che dovevano portarle via i suoi figli perché li faceva morire di stenti. Secondo Čirikova, "la mia reazione è stata di rabbia assoluta. Mi sono registrata sul web descrivendo l'accaduto e pubblicando un video. Ci sono state così tante proteste da far ritirare quelle accuse". Evgenija Čirikova ha dcichiarato di aver paura per la sua vita e per quella dei suoi cari, “ma d'altra parte, ho più paura che se non combatto ulteriormente, non avrò nulla da respirare e  nemmeno i miei figli”. Una volta ha anche detto: “… Non ho intenzione di entrare in politica. Sono i funzionari che fanno di me un leader dell'opposizione. E sono diventa un cittadino molto tardi. All'età di trent'anni”.

### Premiata da Joe Biden
Nel marzo 2011, Čirikova ha incontrato il vicepresidente degli Stati Uniti Joe Biden, in visita ufficiale in Russia. Čirikova gli ha parlato di opzioni alternative alla deforetazione proposte dagli ambientalisti e che, secondo lei, Vladimir Putin stava sbagliando. Biden ha consegnato a Čirikova il Courage Award del Dipartimento di Stato degli Stati Uniti, che riconosce le donne eccezionali del mondo per il coraggio e la leadership dimostrate nella lotta per la giustizia sociale e i diritti umani.
Il 4 maggio 2011, Čirikova ei suoi sostenitori si sono nuovamente accampati nella radura e hanno iniziato a bloccare i lavori. Dal 17 al 20 giugno 2011, Čirikova ha tenuto un forum civile (Anti-Seliger) nella foresta di Chimki, in cui hanno parlato, in particolare, Aleksej Naval'nyj, Stanislav Belkovskij, Artemij Troickij.
Gli sforzi di Čirikova non hanno avuto successo. Il 23 dicembre 2014 è stato aperto il traffico nei distretti di Chimki e Solnečnogorsk della regione di Mosca, aggirando Chimki sulla strada a pedaggio da Mosca a San Pietroburgo.
Nell'aprile 2015, insieme alla sua famiglia, lei si è trasferita in Estonia. Il motivo era, secondo le sue dichiarazioni, “il desiderio di proteggere i propri figli da possibili repressioni da parte dello Stato”.
Nel gennaio 2019, Čirikova ha inviato una lettera aperta al presidente estone. Questo messaggio afferma che le possibilità di integrazione della popolazione di lingua russa nel paese lasciano molto a desiderare. Secondo l'attivista, nel Paese ci sono “due mondi separati”: quello russo e quello estone.
Nel febbraio 2021 ha rilasciato un'intervista in cui ha invitato gli americani a imporre sanzioni contro la Russia.

## Vita privata
Evgenija Čirikova è sposata con l'uomo d'affari Michail Matveev. La coppia ha due figlie, Lisa e Saša.

## Premi
- Nel 2010 Premio del Gruppo Helsinki di Mosca per le attività a tutela dei diritti sociali e degli interessi delle comunità locali.
- Nel marzo 2011, ha ricevuto il Woman of Courage Award consegnato dall'allora vicepresidente degli Stati Uniti Joe Biden.[8] In questa occasione, lei ha proposto di imporre sanzioni ai politici russi tra cui il ministro dei trasporti Igor' Levitin.
- Nel 2012 è stata vincitrice del Goldman Environmental Prize, ricevendo un premio di 150.000 dollari.[2]  Ha detto che avrebbe spesso quei soldi per creare un gruppo chiamato Naša zemlja (russo: наша земля)[9]) per combattere campagne ambientali simili a quella di Chimki.
- Nel novembre 2012, Foreign Policy ha nominato Evgenija Čirikova uno dei 100 migliori pensatori globali dell'anno.[10]